# Ludovico Fanfani
Ludovico Fanfani (Pieve Santo Stefano, 24 de noviembre de 1876- Roma, 25 de octubre de 1955) fue un sacerdote católico italiano, fraile dominico, profesor universitario y cofundador de la Unión de Santa Catalina de Siena de las Misioneras de las Escuelas.

## Biografía
Ludovico Fanfani nació el 24 de noviembre de 1876, en el comune de Pieve Santo Stefano, de la provincia de Arezzo, en Italia. Entró a la Orden de Predicadores, en el convento de Bibbiena (Arezzo). Realizó su noviciado en el convento de Santo Domingo de Fiesole y el 8 de septiembre de 1893, profesó sus votos solemnes en Roma. Realizó sus estudios en filosofía y teología en el colegio de Santo Tomás, junto al convento de Santa María Sopra Minerva. Fue ordenado sacerdote el 27 de mayo de 1899.
Fanfani fue nombrado profesor de teología moral en la Universidad Pontificia de Santo Tomás de Aquino de Roma (Angelicum). Elegido en varias ocasiones provincial, párroco y prior del convento de la Minerva. Durante su provincialato recuperó del gobierno italiano la cesión de la Basílica de Santa María Sopra Minerva a la Orden, la recuperación de la iglesia de Santo Domingo de Pistoia y la fundación de la misión de Punjab, en India (ahora Pakistán). En 1952 fue nombrado prior del convento de Santa Sabina.
Además de los cargos al interno de la Orden dominica, Fanfani ocupó otros cargos eclesiásticos, tales como: examinador del clero, consultor de las Congregaciónes de Religiosos y de Concilio y consultor para las obras catequéticas. En el campo de la academia se caracterizó por su cercanía a la juventud, se preocupó por la formación de los laicos, especialmente de las mujeres, para quienes, junto a Luigia Tincani fundó el primer círculo universitario femenino en Roma, el cual dio origen a la Libera Università Maria Santissima Assunta. Colaboró con Tincani en la fundación de la Unión de Santa Catalina de Siena de las Misioneras de las Escuelas en 1917. Fanfani pasó toda su vida en Roma, allí murió el 25 de octubre de 1955.